# 달링턴구

달링턴 구의 위치

달링턴구(영어: Borough of Darlington)는 잉글랜드 더럼주에 위치한 단일 자치구로 중심 도시는 달링턴이며 면적은 197.5km2, 인구는 105,367명(2014년 기준)이다. 1997년 4월 1일에 신설되었다.